# 胡兴仁
胡兴仁（？—？），湖南保靖人，拔贡出身、清朝政治人物。
道光十八年（1838年），接替王衍庆任漳州府知府一职，道光二十年(1840年)由王衍庆接任。咸丰四年四月十四（1854年5月10日），由四川按察使升任廣西布政使。咸丰七年十一月初九（1857年12月24日），召京。